# 판노니아 수페리오르
판노니아 수페리오르(Pannonia Superior)는 로마 제국의 속주 중 하나이다. 중심 도시는 카르눈툼이었으며, 도나우강을 끼고 있는 국경 속주 중 하나였다. 서기 103년에 트라야누스가 판노니아 속주를 판노이아 수페리오르와 판노니아 인페리오르 등 두 개 속주로 분리시키며 설치되었다. 속주의 영역에는 오늘날 오스트리아, 크로아티아, 헝가리, 슬로바키아, 슬로베니아 등 국가들을 포함하였다.

## 역사
셉티미우스 세베루스가 서기 193년 황제 자리에 도전하기로 하던 당시에 이곳의 총독이었다.
308년에 디오클레티아누스 황제는 사두정치 체제 안에서 커져가던 긴장 사태를 해결하기 위해 카르눈툼에서 공동 황제들인 막시미아누스, 갈레리우스 등과 역사에 남을 만한 회의를 주관하였다. 디오클레티아누스와 막시미아누스는 막센티우스의 손에 죽은 발레리우스 세베루스를 대신하여 갈레리우스가 리키니우스를 정제로 임명하는 것을 논의하기 위해 308년 11월 11일에 참석한 것이었다. 갈레리우스는 은퇴 후에 권력을 다시 잡으려던 막시미아누스에게 영구적으로 권력에서 물러날 것을 요구하였다. 카르눈툼에서 사람들은 콘스탄티누스 대제의 권력 장악과 막센티우스의 반역 행위 등 제국에서 일어난 분쟁들을 해결하길 바라며 디오클레티아누스에게 다시 권좌에 오르라 애청하였다. 디오클레티아누스는 다음과 같이 답하였다고 한다: "내가 직접 심어 기른 양배추를 자네의 황제에게 보여줄 수 있다면, 내가 이곳의 평화와 행복을 결코 만족하지 못할 욕망의 소용돌이로 바꿀 것이라는 추측을 그는 분명히 하지 않을 것이다."

## 도시
판노니아 수페리오르의 주요 도시들은 다음과 같다:
- 빈도보나 (오늘날 오스트리아의 빈)
- 시스키아 (오늘날 크로아티아의 시사크)
- 요비아 보티보 (오늘날 크로아티아의 루드브레그)
- 아콰이 발리사이 (오늘날 크로아티아의 다루바르)
- 안다우토니아 (오늘날 크로아티아의 슈치타레보)
- 사바리아 (오늘날 헝가리의 솜버트헤이)
- 스카르반티아 (오늘날 헝가리의 쇼프론)
- 아라보나 (오늘날 헝가리의 죄르)
- 포이토비오 (오늘날 슬로베니아의 프투이)

## 후대의 판노니아 수페리오르
8세기 프랑크족계 국가인 판노니아 변경의 북쪽 지역 역시도 판노니아 수페리오르라고 불렸다.
판노니아 수페리오르라는 이름은 훨씬 후대에서 유사하면서도 또한 더 넓어진 의미로 사용된 것을 찾아볼 수 있으며, 예시로 오토 폰 프라이징은 이를 12세기에 오스트리아 (오스트리아 본토)를 나타내는 데 사용하였다 (Chron. 6, 15).

## 총독 목록
- 푸블리우스 메틸리우스 네포스 106년-107/8년[3]
- 루키우스 미니키우스 나탈리스 113/114년-117/118년
- 루키우스 코르넬리우스 라티니아누스 126년경[4]
- 코르넬리우스 프로쿨루스 130/131년-133/134년
- 루키우스 아일리우스 카이사르 136년-137년
- 티투스 하테리우스 네포스 137년-141년경[5]
- 마르쿠스 폰티우스 라일리아누스 라르키우스 사비누스 145년경-150년경
- 클라우디우스 막시무스 150년경-155년경
- 마르쿠스 노니우스 마크리누스 159년경-162년경
- 루키우스 다수미우스 툴리우스 투스쿠스 162년경-166년경
- 마르쿠스 얄루스 바수스 파비우스 발레리아누스 166년경-169년경
- 가이우스 율리우스 콤모두스 오르피티아누스 169년경-172년경
- 섹스투스 퀸틸리우스 막시무스 175년경-179년경
- 가이우스 베티우스 사비니아누스 율리우스 호스페스 182년에서 191년 사이[6]
- 프라스티나 메살리누스 185년 이후에서 191년까지
- 셉티미우스 세베루스 191년-193년
- 루키우스 파비우스 클리오 197년-201년경
- 티베리우스 클라우디우스 클라우디아누스 201년과 207년 사이
- 에그나티우스 빅토르 207년경
- 카시우스 디오 226년과 229년 사이

## 같이 보기
- 에피토메 데 카이사리부스 (translation) ca. 395.
- Barnes, Timothy D., Constantine and Eusebius. Cambridge, Massachusetts: Harvard University Press, 1981. ISBN 978-0-674-16531-1
- Lenski, Noel. "The Reign of Constantine." In The Cambridge Companion to the Age of Constantine, edited by Noel Lenski, 59–90. New York: Cambridge University Press, 2006. Hardcover ISBN 0-521-81838-9 Paperback ISBN 0-521-52157-2
- Odahl, Charles Matson. Constantine and the Christian Empire. New York: Routledge, 2004. Hardcover ISBN 0-415-17485-6 Paperback ISBN 0-415-38655-1